# Stigmatomyia arcuata
Stigmatomyia arcuata är en tvåvingeart som beskrevs av Hardy 1986. Stigmatomyia arcuata ingår i släktet Stigmatomyia och familjen borrflugor. Inga underarter finns listade i Catalogue of Life.